# 2769 Mendeleev
2769 Mendeleev (1976 GZ2) là một tiểu hành tinh vành đai chính được phát hiện ngày 1 tháng 4 năm 1976 bởi N. Chernykh ở Nauchnyj.